# Vardhamána

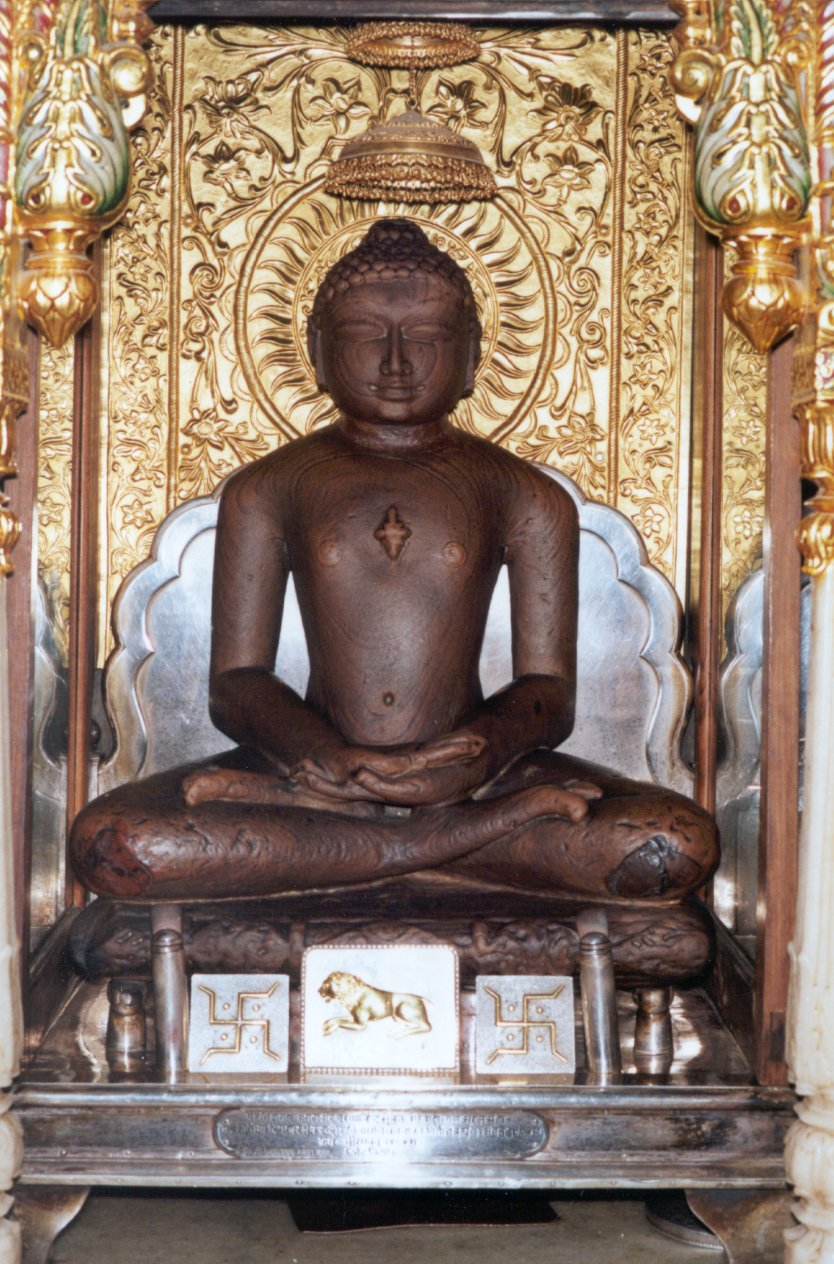
Mahávíra ábrázolása egy rádzsasztáni dzsaina templomban

Vardhamána (szanszkrit: वर्धमान) (kb. Kr. e. 599 – Kr. e. 527, egyes kutatók szerint pár évtizeddel később élt) a dzsainizmus egyik fő prófétája, a 24 tírthankara közül az utolsó.
Észak-Indiában, a mai Bihár állam területén levő Patna közelében született. A Mahávíra (szanszkrit: महावीर , jelentése: nagy hős) nevet később kapta a követőitől.
Élete sok hasonlóságot mutat Gautama Sziddhártha (Buddha) életével, és megközelítőleg egy időben is éltek. Hosszú időn át Buddha árnyképének tartották, de nyilvánvaló, hogy élt. A buddhista szövegekben Nátaputra (vagy Nájaputta) néven említik.
Fejedelmi családban született és fényűző élete volt. Szülei halála után kb. 30 éves korában úgy döntött, feladja minden földi kötődését. Lemondott a kényelemről, otthagyta családját, és az élet teljességéhez vezető utat kezdte kutatni. Vagyonát szétosztotta a szegények között, és önkéntes magányba vonult, keresve a megvilágosodást. 
Hosszú éveken át meditált, s ezalatt szerény, aszketikus körülmények között élt. Gyakran böjtölt, és mindenféle tulajdonról lemondott, még egy bögréje sem volt, amiből ihatott volna. Később még ruhájától is megvált és meztelenül sétált. Emiatt sokan kicsúfolták és sértegették, de ő ezzel nem törődött. Életének 43. évében elérte a megvilágosodást és dzsinává lett. Ezután dzsainaként is folytatta a vándorlását és a lélek mélyebb titkainak megismeréséről hirdette eszméit. Egy idő múlva már több millió követője lett. 72 évesen (egyes követői szerint szándékosan) az éhhalálig folytatta az aszkézist. Halálának helye, Pawapuri (Bihár) dzsain zarándokhely lett.